# Hans Meinard von Schönberg
Graf Hans Meinhard von Schönberg auf Wesel (Bacharach 28 de agosto de 1582-Heidelberg 3 de agosto de 1616) fue un noble y soldado alemán, que se desempeñó como hofmeister de Federico V del Palatinado.

## Biografía
Hans Meinhard von Schönberg nació en Bacharach. Su padre, el conde Meinhard von Schönberg auf Wesel (26 de abril de 1530 - 22 de abril de 1596), fue un Feldmarschall de Johann Casimir del Palatinado-Simmern y Amtmann de Bacharach. Su madre fue Dorothea Riedesel von Bellersheim (fallecida en 1610).
Nuestro primer signo de Hans Meinhard von Schönberg en la vida pública llega en 1609, cuando Federico IV, el Elector Palatino lo envió como Embajador de Rodolfo II, Emperador del Sacro Imperio Romano , en un momento en que los nobles alemanes protestantes se alejaban cada vez más de la corte. del sacro emperador romano .
Schönberg parece haber hecho un buen trabajo, porque poco después de que su embajada presentara las preocupaciones de los nobles alemanes a Rudolf, Frederick envió a Schönberg a la República Holandesa para persuadir a los Estados Generales de los Países Bajos para que intervinieran en la disputa de sucesión de Jülich (después del La muerte de John William, duque de Jülich-Cleves-Berg el 25 de marzo de 1609, los Ducados Unidos de Jülich-Cleves-Berg fueron reclamados por Wolfgang William, el Conde Palatino de Neuburg y John Sigismund, Elector de Brandeburgo ). Posteriormente participó en una discusión con el embajador francés Jacques Bongars en Düsseldorf.
En 1610, Schönberg fue nombrado comandante de un regimiento de tropas holandesas . También fue nombrado gobernador de Düsseldorf. Con el estallido de las hostilidades en la sucesión de la Guerra de Jülich , participó en el asedio de Jülich para recuperar el fuerte en Jülich de las fuerzas de Rudolf II, Sacro Emperador Romano . Cuando el fuerte finalmente cayó, Schönberg se las arregló bien en el saqueo que siguió.
El 22 de febrero de 1611, Schönberg entró al servicio de John Sigismund, Elector de Brandeburgo , quien le confió el mando supremo de su cuerpo de artillería en Renania , con sede en Wesel . Volvió a servir como diplomático en La Haya en nombre de la Unión Protestante .
Más tarde, en 1611, regresó al Electorado del Palatinado para construir fortalezas en Mannheim . El 1 de noviembre de 1611, fue nombrado hofmeister de Federico V, Elector Palatino . Continuó su trabajo diplomático para la Unión Protestante , viajando a La Haya y Bruselas . En 1612, viajó a Inglaterra para organizar el matrimonio de Elizabeth Stuart , hija de James I de Inglaterra con Frederick.
Durante este viaje, Schönberg conoció a Anna Sutton-Dudley, hija de Edward Sutton, 5to Barón Dudley y Theodosia Harington . Los dos se casaron más tarde en Londres el 22 de marzo de 1615. Anna daría a luz a un niño, Federico de Schomberg, posteriormente el primer duque de Schomberg , en Heidelberg en diciembre de 1615. Anna murió poco después de su nacimiento. Durante la disputa entre Frederick Ulrich, duque de Brunswick-Lüneburg y la ciudad de Brunswick , Schönberg entró al servicio de Frederick Ulrich.
Hans Meinhard von Schönberg murió en Heidelberg, su lugar de residencia habitual, el 3 de agosto de 1616.